# Кіріто (Sword Art Online)
Кадзуто Кіріґая (яп. 桐ヶ谷 和人, Kirigaya Kazuto), уроджений як Кадзуто Нарусака (яп. 鳴坂 和人, Narusaka Kazuto); відомий як Кіріто (яп. キリト, Kirito) — головний герой серії лайт-новел та аніме «Sword Art Online». Один із 1000 бета-тестерів закритого тестування «Sword Art Online», першої VR MMORPG-відеогри.

## Зовнішність
Кіріто описав свого персонажа як смішного та красивого героя, який виглядає набагато старше свого віку. Ріст в грі відповідав його справжньому, аби зайва висота не заважала та не сковувала рухи.
В останній версії гри під, час промови Каяби Акіхіко, всіх героїв гравців було змінено так, щоб вони відображали справжню зовнішність гравців. Після цього у персонажа Кіріто з'явилися довге, але охайне чорне волосся та чорні очі. На його молодому лиці не було жодних слідів мужності, тож його було легко переплутати с дитиною чи дівчиною.

## Особистість
Зі слів Асуни, його дівчини, Кіріто достатньо прямолінійна людина (можливо, через невелику кількість друзів й усамітнений спосіб життя). Багатьом здавалося, що він грубий, любить нервувати і дратувати людей. Хоча насправді Кадзуто — добрий і чемний, але його часто неправильно розуміють. Не дивлячись на те, що люди вважали його «бітером», він відмовлявся залишати інших гравців у біді.
Завдяки своїм добрим справам Кіріто став достатньо популярним серед гравців-дівчат. Відчуваючи свою провину за те, що сестрі прийшлося займатися кендо за двох, він намагається допомогти всім, кому зможе, аби загладити свою провину. Його друзі дуже хвилюються, адже це саме той, хто від почуття провини може втратити контроль, провина «з'їдає» та знищує його зсередини. Чого лише коштує випадок з Саті з гільдії «Чорні кішки місяця», яка загинула в пастці, і як вважає Кіріто — через нього. Він довго не міг собі цього пробачити та почав впадати у відчай, аж доки не вступає в шлюб з Асуною.

## Передісторія
Кірігая народився 10 листопада 2008 року в Японії. Його батьки померли в автокатастрофі, коли йому був 1 рік. Опікунами стали тітка та дядько сім'ї Кірігая. Мачуха була редактором журналів про комп'ютерні системи, тож Кіріто полюбив комп'ютери, та через 2 роки покинув своє попереднє захоплення — кендо. Має очевидний талант до програмування, адже зміг створити робота ще в початковій школі. Проживав зі своєю тіткою та дядьком, якого часто немає поряд. Виховувався як їх син разом з двоюрідною сестрою Сугухою (яп. 桐ヶ谷直葉).

## Історія

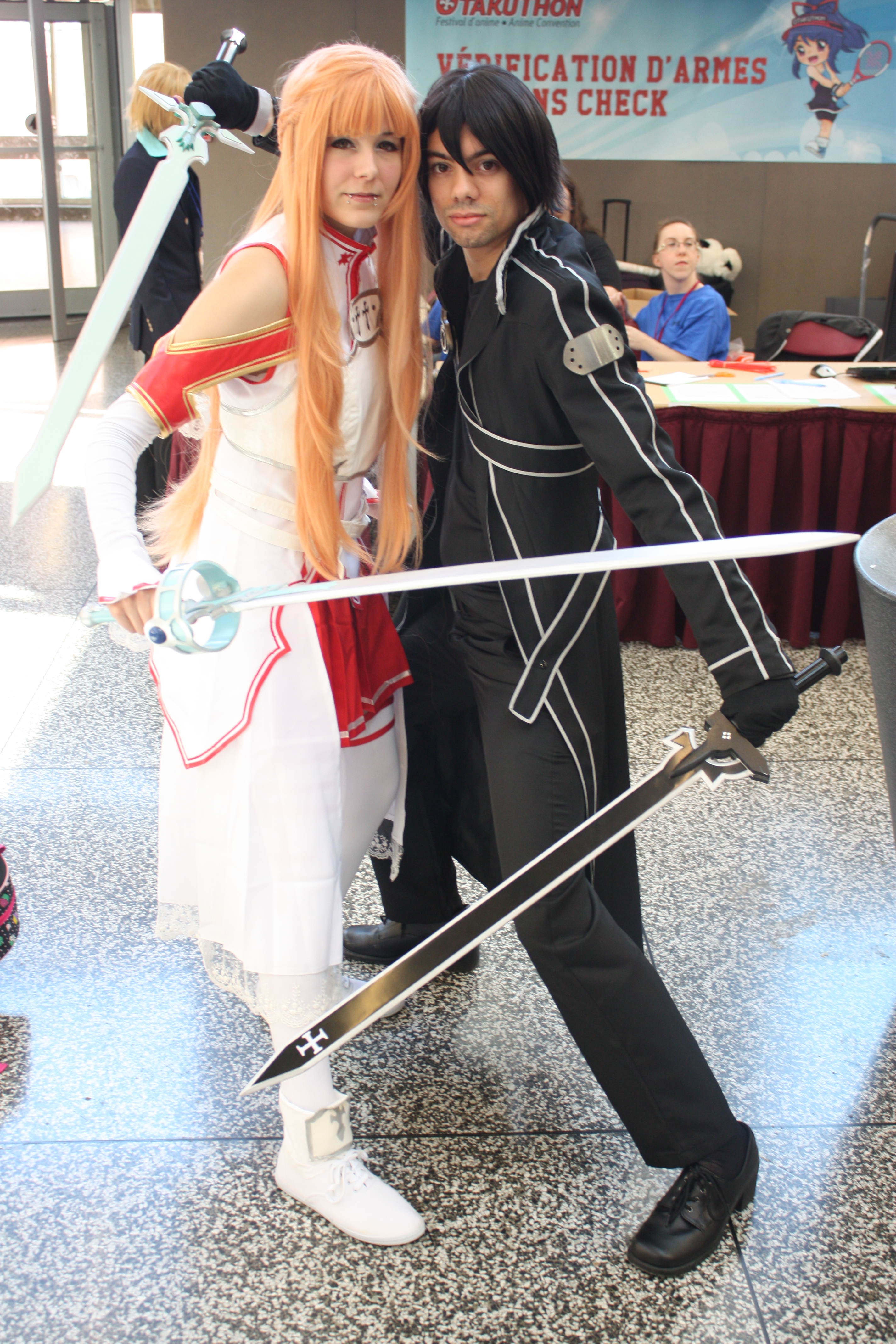
Косплей

Псевдонім «Кіріто» виник з перших та останнього складів його імені та прізвища відповідно (Кірігая Кадзуто). Кіріто почав гру у Sword Art Online 14-річному віці. Коли всі зрозуміли, що не можуть вийти з гри, хлопець швидко прийшов до тями та прийняв нові правила. Завдяки тому, що брав участь в бета-тестуванні та своїм знанням про рівні, які він пройшов в «Аінкраді», вдалося отримати перевагу над іншими гравцями в розвитку вмінь персонажа. Пізніше завдяки своєму розуму та наполегливості він став одним із найбільш високорівневих гравців. Переважно розвивав вміння одноручного меча та носив чорний одяг, який мав високий потенціал маскування, через що й отримав прізвисько — Чорний мечник. Окрім того, йому вдалося розвинути унікальне вміння «Два меча», яким користується лише в екстрених ситуаціях, не бажаючи привертати до себе увагу інших гравців. Зазвичай діє сам, але інколи приєднується до інших, наприклад, щоби перемогти сильного боса рівня.
На 75-му рівні група зустрілась з сильним босом — Кістяним жнецем. Було вирішено, що «Лицарі крові» візьмуть на себе удар, а інші гравці мають розібратися з його манерами поведінки. Кіріто та Асуна стримували передні коси, в той час, як решта атакували. Перемога дісталася ціною 14 життів. Раптом хтось використав своє вміння та паралізував всіх героїв, окрім Кірігаї. Як виявилося, це був Хіткліфф, який одразу запропонував вирішити все на дуелі. В ході битви стало зрозуміло, що ворог все ж таки сильніший та результат битви передбачуваний. Коли Хіткліфф збирався завдати смертельний удар, Асуна позбавилась паралічу й закрила Кіріто собою, адже також була сильно емоційною, винила себе за смерть героїв на 74 рівні. Побачивши це, Кірігая впадає в гнів, який повністю ним керує та кидається на противника, але HP добігало кінця, тому шанси були не великі. Скоро сили досягли нуля, але в останній момент Кіріто вирішує не здаватися та завдає смертельний удар Хіткліффу, тому технічно вони обидва програли. Після битви Айнкрад почав руйнуватися, а Кірігая та Асуна зустрілися в спеціальній зоні. Перед остаточним знищенням Айнкраду, пара поділилася своїми реальними іменами з життя, пообіцявши, що обов'язково зустрінуться. Поцілувавшись, вони зникали з цього віртуального світу як одне ціле.